# Иванский, Любомир Михайлович
Любомир Михайлович Иванский (укр. Любомир Михайлович Іванський; 11 января 1983, Львов, СССР) — украинский футболист, защитник.

## Клубная карьера
Воспитанник львовских «Карпат». Начал профессиональную карьеру в «Карпатах-2». 15 апреля 2001 года дебютировал за основу «Карпат» в чемпионате Украины в выездном матче против киевского ЦСКА (4:0), Иванский вышел на 46 минуте вместо Владимира Вильчинского. Любомир принял участие в прощальном матче Богдана Стронцицкого в августе 2002 года.
Летом 2005 года перешёл в киевскую «Оболонь», клуб выступал в Первой лиге. В феврале 2007 года подписал контракт с польской «Вислой» из Плоцка. В Экстраклассе дебютировал 3 марта 2007 года в матче против познанского «Леха» (1:1). Зимой 2008 года вернулся на родину в клуб «Сталь» из Алчевска. Также зимой 2008 года побывал на просмотре в симферопольской «Таврии», но команде не подошёл. Летом 2008 года покинул «Сталь» в качестве свободного агента. Летом 2008 года перешёл в луганский «Коммунальник». Вскоре из-за проблем клуб прекратил своё существование.
После Иванский оказался в «Арсенале» из Белой Церкви. В сезоне 2008/09 «Арсенал» занял 2 место во Второй лиге уступив тернопольской «Ниве». Перед началом сезона 2009/10 стало известно, что «ИгроСервис» снимается с соревнований в Первой лиге. В связи с этим ПФЛ решила разыграть освободившееся место в Первой лиге в дополнительном матче между командами, занявшими в прошедшем сезоне вторые места в группах Второй лиги. В этом матче «Арсенал» обыграл «Полтаву» (1:0), Иванский начал матч в основе но на 46 минуте он был заменён на Анатолия Ворону.

## Карьера в сборной
В молодёжной сборной Украины до 21 года дебютировал 3 февраля 2004 года в матче против Греции (0:0). Всего за молодёжку провёл 4 матча.

## Достижения
- Бронзовый призёр Первой лиги Украины (2): 2005/06, 2006/07
- Серебряный призёр Второй лиги Украины (1): 2008/09